# Loccum kloster

Loccum Kloster är ett protestantiskt kloster i Tyskland. Klostret ligger helt nära Rehburg-Loccum och Steinhuder Meer i norra Tyskland, i delstaten Niedersachsen. Klostret grundades av 1163  greve Wilbrand von Hallermund, som ett dotterkloster till Volkenroda kloster, och i sin tur primatkloster av Morimond kloster (Morimund). 

## Historia och position
Under en period var det ett Reichsklöster, (rikskloster) direkt under kejsaren. ca 1585 började klostret reformeras för att avsluta denna process kring ca 1600. Idag är det lutherskt och kopplat till Gemenskap av protestantiska cisterciensiska efterföljare i Tyskland och därmed indirekt till Cisterciensorden. Sedan 1891 finns här ett prästseminarium och sedan 1952 en akademi. 

### Historia
År 1585 kom Loccum-klostret under Guelphs överhöghet med bekräftelse av alla tidigare rättigheter. I slutet av 1500-talet antog klostret den Augsburgska bekännelsen, dvs. lutherdomen. Övergången till den protestantiska kyrkan innebar slutet för klosterlivet i dess ursprungliga mening. Klostrets medlemmar, som nu var lutherska präster, avlade inte längre de klassiska klosterlöftena om fattigdom, lydnad och kyskhet, som var bindande för hela deras liv; de hade rätt att gifta sig, men i så fall måste de då lämna klostret. Uppsägningar finns belagda av en mängd olika skäl, och var allmänt oproblematiska. Medlemskapet i klostret hade mer fått karaktären av en potentiellt tillfällig position, och var i allmänhet inte längre ett livsval.
Under trettioåriga kriget fann "Loccumer evangelischen Konventualen" tillfällig tillflykt vid Loccum Hof i Hannover efter att klostret hade överlämnats till ett katolskt cistercienserkloster för en tid genom ediktet om återlämnande (Restitutionsediktet).
Samfundet behöll sitt klosterarv fram till jordbruksreformen på 1800-talet och har sedan dess drivits som ett Calenberg-gods. Samhällets införlivande i godsen var kopplat till att respektive abbot i klostret tog över ordförandeskapet för godsförsamlingen, Calenberg Landtag - en uppgift som fortfarande utförs idag.

## Byggnader
Byggnaderna är i senromansk stil. Klosterhuset byggdes om mellan 1778 och 1780 som en imponerande senbarock korsvirkesbyggnad.

## Organisation
Abbot är idag Ralf Meister.
Medlem av:
- Gemeinschaft Evangelischer Zisterzienser-Erben in Deutschland (Länk)